# ヴェスターティムケ
ヴェスターティムケ (Westertimke) は、ドイツ連邦共和国ニーダーザクセン州のローテンブルク（ヴュンメ）郡に属す町村（以下、本項では便宜上「町」と記述する）で、ザムトゲマインデ・タルムシュテットを構成する町村の一つである。

## 歴史
この町は14世紀に「Westertimbeke」として初めて文献上に現れる。
第二次世界大戦の間、この町には郡立刑務所の外部収容施設があり、ここには42カ国の商戦乗組員が収容されていた。この施設は1952年から1961年まで東ドイツから亡命した若い女性の避難所として利用されており、その後空軍部隊の兵舎が建設された。現在は、町の産業地域となっている。

## 行政

### 議会
この町の議会は9議席からなる。

## 経済と社会資本

### 交通
この町はブレーメンとツェーフェンとを結ぶ州道L133号線沿いに位置する。

## 引用
1. ↑  Landesamt für Statistik Niedersachsen, LSN-Online Regionaldatenbank, Tabelle A100001G: Fortschreibung des Bevölkerungsstandes, Stand 31. Dezember 2023